# Astrophysikalisches Institut Fessenkow
Koordinaten: 43° 10′ 35″ N, 76° 57′ 57″ O
Das Astrophysikalische Institut Fessenkow (AFIF) (russisch Астрофизический институт им. Фесенкова (АФИФ) Astrofisitscheski institut im. Fessenkowa (AFIF), englisch Fesenkov Astrophysical Institute)  ist eine astrophysikalische Forschungseinrichtung am Stadtrand von Almaty in Kasachstan. Es ist nach Wassili Grigorjewitsch Fessenkow benannt, der das Institut 1946 gründete und bis 1964 leitete.  
Auf dem Grundstück des Instituts befindet sich ein kleineres Observatorium, welches auch nach der Gegend Обсерватория Каменское плато, engl. Kamenskoe- oder Kamenskoje-plato Observatory (Steinplateau) bezeichnet wird. Es beherbergt ein 70-cm- und ein 50-cm-Cassegrain-Teleskop sowie ein 50-cm-Maksutov-Teleskop. Darüber hinaus verfügt das Institut über zwei Außenstellen mit größeren Instrumenten an entlegeneren Orten mit besseren Sichtverhältnissen:
- Tienschan-Observatorium
- Obserwatorija Assy-Turgen.